# Jacques Belaud
Jacques Belaud – francuski judoka. Zajął pierwsze miejsce na mistrzostwach Europy w drużynie w 1952 i trzecie w 1953 roku.